# Andra Manson
Andra Kareem Manson (* 30. April 1984 in Brenham, Texas) ist ein ehemaliger US-amerikanischer Leichtathlet, der sich auf den Hochsprung spezialisiert hat. Seinen größten Erfolg feierte er mit dem Gewinn der Bronzemedaille bei den Hallenweltmeisterschaften 2008 in Valencia.

## Sportliche Laufbahn
Andra Manson wuchs im texanischen Brenham auf und siegte 2002 mit übersprungenen 2,31 m bei den Juniorenweltmeisterschaften in Kingston. Anschließend studierte er an der University of Texas at Austin und wurde 2004 NCAA-Collegemeister in der Halle und im Freien. 2008 gewann er bei den Hallenweltmeisterschaften in Valencia mit 2,30 m die Bronzemedaille hinter dem Schweden Stefan Holm und Jaroslaw Rybakow aus Russland. Im August nahm er an den Olympischen Sommerspielen in Peking teil und schied dort mit 2,25 m in der Qualifikationsrunde aus. Im Jahr darauf gelangte er dann bei den Weltmeisterschaften in Berlin mit 2,23 m im Finale auf Rang neun. Anschließend wurde er beim IAAF World Athletics Final in Thessaloniki mit 2,29 m Vierter. 2012 beendete er dann seine aktive sportliche Karriere im Alter von 28 Jahren.
In den Jahren 2008 und 2009 wurde Manson US-amerikanischer Hallenmeister im Hochsprung.